# Дане, Мишель

Мише́ль Дане́ (13 июня 1941, Оран, Алжир — 11 декабря 2009) — генеральный секретарь Всемирной таможенной организации (1999—2008).

## Биография
Окончил факультет права Парижского университета.
В 1963—1982 гг. служил в таможенных органах Франции.
В 1982—1987 гг. — руководитель комитета по борьбе с контрабандой Всемирной таможенной организации (WCO).
В 1987—1992 гг. занимал должности директора департамента информации и связи генеральной дирекции, заместителя главы делегации совета, главы политкомиссии, а также руководителя финансового комитета Всемирной таможенной организации.
В 1992—1999 гг. — заместитель директора по связям с Таможенным союзом и международному сотрудничеству генеральной дирекции таможни и косвенных налогов Франции.
В 1999—2008 гг. — генеральный секретарь Всемирной таможенной организации.

## Награды
- Кавалер ордена Почётного легиона.
- Орден «Слава» (2 февраля 2006 года, Азербайджан) — учитывая роль Всемирной таможенной организации в совершенствовании таможенного дела в Азербайджанской Республике и развитии международных связей Государственного таможенного комитета Азербайджанской Республики[1].